# Победнице европских првенстава у атлетици у дворани — 200 метара
Освајачице медаља на европским првенствима у атлетици у дворани у дисциплини трчања на 200 метара, која је бина на програму од 13. Европског првенства у Милану 1982., до 28. Европског првенства у Мадриду 2005. приказане су у следећој табели са постигнутим резултатима и рекордима. Резултати су приказни у секундама.
Дисциплина је избачена из програма јер је ИААФ закључио да је такмичење у њој неравноправно, пошто је победница често била предвидљива по стази у којој је трчала, јер су такмичарке из унутрашњих стаза имале мале шансе за победу због оштријих кривина.
Најуспешнија спринтерка, после 16 европска првенства на којма је ова дисциплина била на програму, била је Марита Кох из Источне Немачке са 3 освојене златне медаље, док је код екипа најуспешнија Источна Немачка са укупно 7 медаља, од чега 5 златних, 1 сребрна и 1 бронзана.
Рекорд европских првенстава у дворани држи Марита Кох из Источне Немачке са 22,39 секунди које је истрчала у финалној трци Европског првенства у Будимпешти 1983.
| Европско првенство |                                     | Резултат      |                                      | Резултат |                                     | Резултат |
| Милано 1982.       | Гезине Валтер · Источна Немачка     | 22,80 РЕП     | Јелена Келчевскаја · Совјетски Савез | 23,35    | Хајде-Елке Гаугел · Западна Немачка | 23,39    |
| Будимпешта 1983.   | Марита Кох · Источна Немачка        | 22,39 СР, РЕП | Џоан Баптист · Уједињено Краљевство  | 23,37    | Кристина Сусиек · Западна Немачка   | 23,61    |
| Гетеборг 1984.     | Јармила Кратохвилова · Чехословачка | 23,02         | Мари-Кристин Казије · Француска      | 23,68    | Олга Антонова · Совјетски Савез     | 23,80    |
| Пиреј 1985.        | Марита Кох · Источна Немачка        | 22,82         | Кирстен Емелман · Источна Немачка    | 23,06    | Елс Вадер · Холандија               | 23,64    |
| Мадрид 1986.       | Марита Кох · Источна Немачка        | 22,58         | Ева Каспржик · Пољска                | 22,96    | Кирстен Емелман · Источна Немачка   | 23,28    |
| Лијевин 1987.      | Кирстен Емелман · Источна Немачка   | 23,10         | Бјанка Лакамбра · Шпанија            | 23,19    | Мари-Кристин Казије · Француска     | 23,40    |
| Будимпешта 1988.   | Ева Каспржик · Пољска               | 22,69         | Татјана Папилина · Совјетски Савез   | 22,79    | Зилке Кнол · Западна Немачка        | 23,12    |
| Хаг 1989.          | Мари-Жозе Перек · Француска         | 23,21         | Регула Аеби · Швајцарска             | 23,38    | Сабине Трегер · Аустрија            | 23,70    |
| Глазгов 1990.      | Улрике Сарвари · Западна Немачка    | 22,96         | Наталија Ковтун · Совјетски Савез    | 23,01    | Галина Малчугина · Совјетски Савез  | 23,04    |
| Ђенова 1992.       | Оксана Степичева · Уједињени тим    | 23,18         | Јоланда Оанта · Румунија             | 23,23    | Сабине Трегер · Аустрија            | 23,35    |
| Париз 1994.        | Галина Малчугина · Русија           | 22,41         | Зилке Кнол · Немачка                 | 22,96    | Жаклин Поелман · Холандија          | 23,43    |
| Стокхолм 1996.     | Сандра Мајерс · Шпанија             | 23,15         | Ерика Суховска · Чешка               | 23,16    | Златка Георгијева · Бугарска        | 23,40    |
| Валенсија 1998.    | Светлана Гончаренко · Русија        | 22,46         | Мелани Пашке · Немачка               | 22,50    | Катерина Кофа · Грчка               | 22,86    |
| Гент 2000.         | Мјуриел Јурти · Француска           | 23,06         | Аника Бикар · Словенија              | 23,16    | Јекатерина Лешчева · Русија         | 23,20    |
| Беч 2002.          | Мјуриел Јурти · Француска           | 22,52         | Карин Мајр · Аустрија                | 22,70    | Габи Рокмајер · Немачка             | 23,05    |
| Мадрид 2005.       | Ивет Лалова · Бугарска              | 22,91         | Карин Мајр · Аустрија                | 22,94    | Жаклин Поелман · Холандија          | 23,42    |

## Биланс медаља, 200 метара у дворани жене
Стање медаља са 16 такмичења када је ова дисциплина била на програму 1982—2005.
| Ранг | Држава               |    |    |    |    |
| ---- | -------------------- | -- | -- | -- | -- |
| 1.   | Источна Немачка      | 5  | 1  | 1  | 7  |
| 2.   | Француска            | 3  | 1  | 1  | 5  |
| 3.   | Русија               | 2  | 0  | 1  | 3  |
| 4.   | Пољска               | 1  | 1  | 0  | 2  |
| 4.   | Шпанија              | 1  | 1  | 0  | 2  |
| 6.   | Западна Немачка      | 1  | 0  | 3  | 4  |
| 7.   | Бугарска             | 1  | 0  | 1  | 2  |
| 8.   | Чехословачка         | 1  | 0  | 0  | 1  |
| 8.   | Уједињени тим        | 1  | 0  | 0  | 1  |
| 10.  | Совјетски Савез      | 0  | 3  | 2  | 5  |
| 11.  | Аустрија             | 0  | 2  | 2  | 4  |
| 12.  | Немачка              | 0  | 2  | 1  | 3  |
| 13.  | Уједињено Краљевство | 0  | 1  | 0  | 1  |
| 13.  | Швајцарска           | 0  | 1  | 0  | 1  |
| 13.  | Румунија             | 0  | 1  | 0  | 1  |
| 13.  | Чешка                | 0  | 1  | 0  | 1  |
| 13.  | Словенија            | 0  | 1  | 0  | 1  |
| 18.  | Холандија            | 0  | 0  | 3  | 3  |
| 19.  | Грчка                | 0  | 0  | 1  | 1  |
|      | Укупно (19)          | 16 | 16 | 16 | 48 |